# King Creosote
Kenny Anderson, bedre kendt som King Creosote er en sanger og sangskriver fra Skotland.